# Shane Taylor
Shane Taylor est un acteur anglais connu pour apparaître dans la mini série Frères d'armes.

## Filmographie

### Cinéma

#### Longs métrages
- Room to Rent (2000)
- P.O.V. (2000)
- Bomber (2009)
- Walking with the Enemy (2013)
- Hunter Killer (2018)
- The Exorcism of Karen Walker (2018)

#### Courts métrages
- King of the Bingo Game (1999)

### Télévision

#### Séries télévisées
- All Along the Watchtower (1999)
- Where the Heart Is (1999)
- Dangerfield (1999)
- Band of Brothers (2001)
- Comedy Lab (2004)
- The Day of the Triffids (2009)
- Human Contagion: Devil's Playground (2010)
- Strike Back: Vengeance (2012)
- Quirke (2014)
- Sons of Liberty (2015)

### Jeux vidéo
- Shinobido (2005)